# Кешишлък (дем Довища)
Вижте пояснителната страница за други значения на Кешишлък.
Кешишлък или Тумба, Тумбища, Тумбица (на гръцки: Νέος Σκοπός, Неос Скопос) е село в Република Гърция, Егейска Македония, дем Довища.

## География
Селото е разположено на 10 километра югоизточно от град Сяр (Серес) на железопътната линия Сяр - Драма.

## История

### Етимология
Според Йордан Н. Иванов името е турското keşişlik, място, където живеят калугери, производно от keşiş.

### Античност
На километър източно от Кешишлък са останките от античния град Берге.

### В Османската империя
През XIX век и началото на XX век, Кешишлък е български чифлик в Сярската каза на Османската империя. В „Етнография на вилаетите Адрианопол, Монастир и Салоника“, издадена в Константинопол в 1878 година и отразяваща статистиката на населението от 1873, Тумбица (Toumbitza) е посочено като село с 15 домакинства, като жителите му са 52 българи.
В 1891 година Георги Стрезов определя селото като част от Сармусакликол и пише:
| „ | Кешишлък (Тумбица), чифлик от манастира „Св. Иван“, е на ЮИ от Сяр, на разстояние нещо 2 1/2 часа. Земята изобилува с всичко. Постоянните жители са твърде малко; лете дохождат мнозина от околните села и седят докато приберат берекета. | “ |

Според статистиката на Васил Кънчов („Македония. Етнография и статистика“) от 1900 година Кешишлък брои 200 жители, всички българи християни.
По данни на секретаря на Българската екзархия Димитър Мишев („La Macédoine et sa Population Chrétienne“) в 1905 година населението на Тумба Кешишлък (Toumba Kechichlik) се състои от 365 гърци.
При избухването на Балканската война в 1912 година трима души от Кешишлък са доброволци в Македоно-одринското опълчение.

### В Гърция
През войната селото е освободено от българската армия, но след Междусъюзническата война Кешишлък попада в Гърция. През 1922 година при обмена на население между Гърция и Турция след Гръцко-турската война в Кешишлък са заселени бежанци от лозенградското българо-гръцко село Скопе (Юскюб), няколко семейства гърци бежанци от Бурса и няколко семейства каракачани. Според преброяването от 1928 година Кешишлък (Κεσισλίκ) е бежанско село с 408 бежански семейства с 1621 души. Селото получава името Неос Скопос (Ново Скопос) по гръцкото име на Скопе - Скопос.
В 1930 година е построена църквата „Свети Димитър“.
| Име      | Име      | Ново име | Ново име | Описание                                                 |
| -------- | -------- | -------- | -------- | -------------------------------------------------------- |
| Караагач | Καραγάτς | Птелеа   | Πτελέα   | местност на З от Кешишлък; от турското karaağaç, „бряст“ |

## Личности
Родени в Кешишлък
- Иван Лазаров, деец на ВМОРО македоно-одрински опълченец, Сборна партизанска рота на МОО,[14] жив към 1918 г.[15]
- Марко Стоянов (1892 – ?), македоно-одрински опълченец, 1 и 3 рота на 7 кумановска дружина[16]
- Христо Митов, македоно-одрински опълченец, Сборна партизанска рота на МОО[17]